# Alfred Dillmann

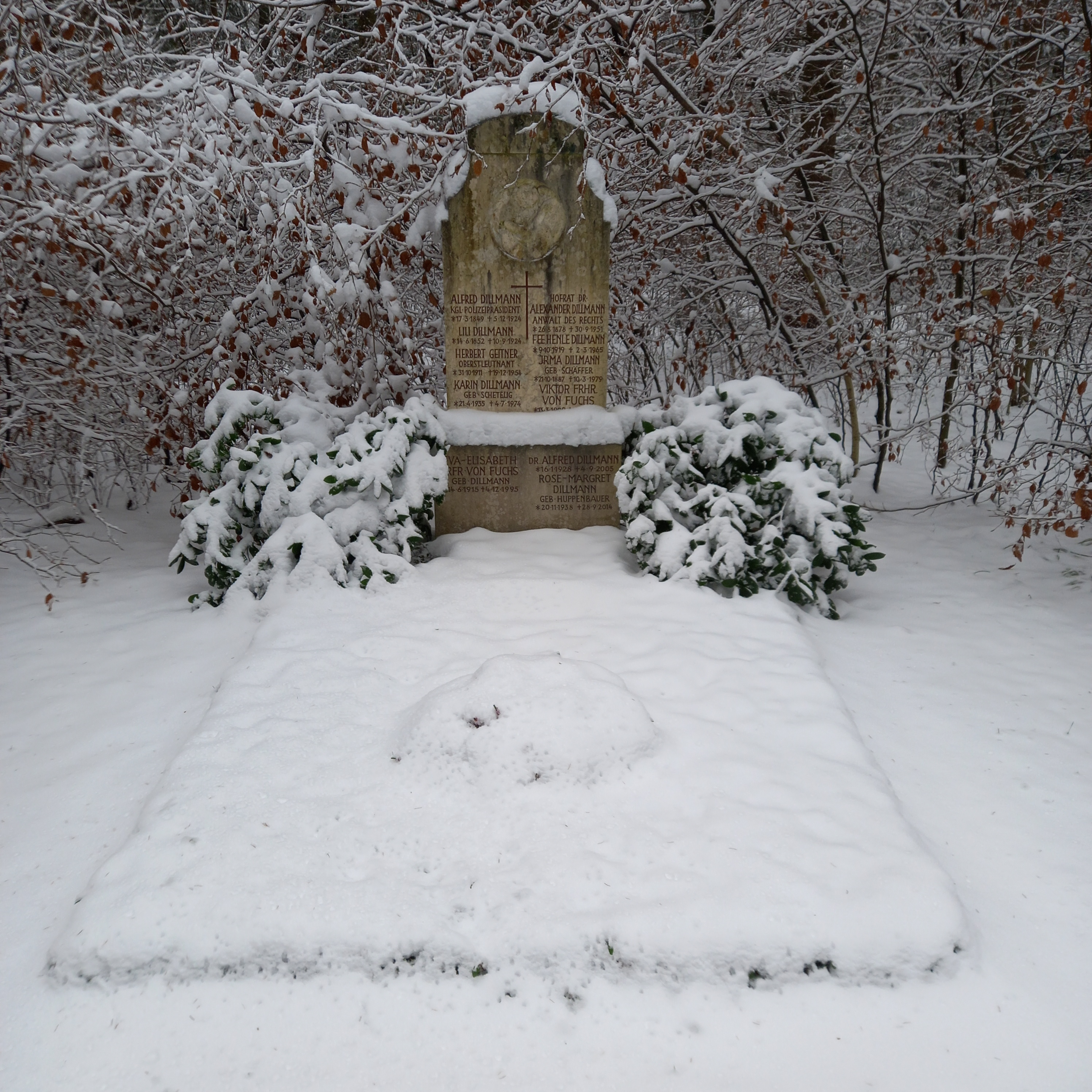
Das Grab von Alfred Dillmann und seiner Ehefrau Lili im Familiengrab auf dem Waldfriedhof (München)

Alfred Dillmann (* 17. März 1849 in Germersheim; † 5. Dezember 1924) war ein Rechtsanwalt und Polizeipräsident im Königreich Bayern, der durch die Etablierung der zentralen Erfassungsstelle für damals „Zigeuner“ genannte Personen in der Erkennungsdienstlichen Abteilung der Polizei in München bekannt wurde.
Dillmanns Beitrag zur repressiven „Zigeunerpolitik“ ist die systematische Erfassung und Kontrolle. Seine Kategorisierung nach „rassischen“ und soziologischen Kriterien setzte sich in der Amtspraxis durch. Die Erfassung führte im polizeilichen Alltag zu einer Gleichstellung von „Zigeunern“ und „nach Zigeunerart umherziehenden Personen“ mit Serienstraftätern.

## Schule und Studium
Dillmann schloss 1866 das Wilhelmsgymnasium München ab. Anschließend studierte er Jura an der Universität München.

## Dillmann und die „Zigeunerzentrale“

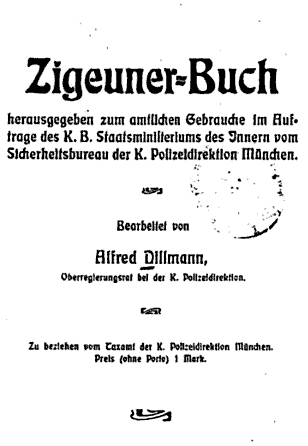
Titelblatt des Zigeuner-Buches von Alfred Dillmann (1905)

1899 entstand unter Dillmanns Leitung in München der „Nachrichtendienst für die Sicherheitspolizei in Bezug auf Zigeuner“, kurz „Zigeunerzentrale“, der mit der Anlage einer Kartei aller „Zigeuner“ in Deutschland begann, die älter als sechs Jahre waren. Neben erkennungsdienstlichen Daten wurden auch genealogische Daten und vor allem Informationen zur Delinquenz gesammelt. 1905 wurde aus dieser Sammlung Dillmanns Zigeuner-Buch kompiliert, das Einzelangaben zu 3.350 Personen enthielt und das den Polizeidienststellen zur Verfügung gestellt wurde.
In der Einleitung des Buches heißt es:

„Das fahrende Volk der Zigeuner ist … ein schädlicher Fremdkörper in der deutschen Kultur geblieben. Alle Versuche, die Zigeuner an die Scholle zu fesseln und an eine sesshafte Lebensweise zu gewöhnen, sind fehlgeschlagen. Auch drakonische Strafen konnten sie von ihrer unsteten Lebensführung und ihrem Hange zu unrechtmäßigem Vermögenserwerb nicht abbringen. Trotz vielfacher Vermischung sind ihre Abkömmlinge wieder Zigeuner geworden mit den gleichen Eigenschaften und Lebensgewohnheiten, die schon ihre Vorfahren besessen hatten.“

Das Buch enthält Personenbeschreibungen, z. T. mit Fotos der Beschriebenen. Das Buch wurde in 7000 Exemplaren verbreitet.
Dillmanns Versuch, 1911 auf einer „Zigeunerkonferenz“ in München eine „Reichszigeunerzentrale“ mit Sitz in München zu gründen, scheiterte am preußischen Widerstand.
Die Konferenz definierte „Zigeuner“ für die Praxis:

„Zigeuner im polizeilichen Sinne sind sowohl die Zigeuner im Sinne der Rassenkunde als auch die nach Zigeunerart umherziehenden Personen“

1925, ein Jahr nach dem Tod Dillmanns, hatte sein Nachrichtendienst Akten zu 14.000 Personen und Familien aus Deutschland angelegt.

## Veröffentlichungen
- Zigeuner-Buch; herausgegeben zum amtlichen Gebrauche im Auftrage des K.B. Staatsministeriums des Innern vom Sicherheitsbureau der K. Polizeidirektion München. München, Dr. Wild’sche Buchdruckerei 1905.

## Archivalien
- Bestand Dillmann, Alfred Signatur ED 459 (Tagebuch und politische Aufzeichnungen ab 1914) Institut für Zeitgeschichte
- Weitere umfassende Tagebuchaufzeichnungen befinden sich im Stadtarchiv München.